# Korniss Péter
Korniss Péter (Kolozsvár, Románia, 1937. augusztus 4. –) a Nemzet Művésze címmel kitüntetett, Kossuth-díjas és Pulitzer-emlékdíjas magyar fotográfus, fotóriporter. Több évtizedig a Nők Lapja fotóriportere és képszerkesztője. Munkásságának fő fókusza az eltűnőben lévő erdélyi és magyarországi paraszti életmód dokumentarista ábrázolása. Emellett ismert A vendégmunkás című albumáról is, amelyen egy Tiszaeszlár és Budapest között ingázó vendégmunkást mutat be, akinek életét egy évtizeden át követte. Az 1990-es évektől kezdve elkezdett beállított fényképekkel is foglalkozni. Pályafutásának kezdeti szakaszában fekete-fehér fotográfiákat készített, az 1990-es évektől színes képeit is kiállítják. Az első Kossuth-díjas fotóművész.

## Életpályája
Korniss Pál és Czillér Veronika gyermekeként született nagypolgári családban, a már elcsatolt Erdélyben, gyermekkorát ott töltötte. Felmenői gyár- és áruháztulajdonosok, nagykereskedők, építési vállalkozók, földbirtokosok voltak. A család 1949-ben költözött Budapestre, már a magyar fővárosban járt középiskolába, 1955-ben érettségizett. Ezt követően felvették az Eötvös Loránd Tudományegyetem Állam- és Jogtudományi Karára. Itt az 1956-os forradalom alatt az egyetem forradalmi bizottságának tagja volt, emiatt kizárták az egyetemről. Ezután segédmunkásként dolgozott különböző munkahelyeken, 1958-tól a Budapesti Fényképész Szövetkezetben, majd 1959-től fényképészként, miután fényképész szakvizsgát tett. 1961-től a Nők Lapja szerkesztőségében dolgozott – kezdetben gyakornokként, később fotóriporterként, majd 1986-tól mint a lap művészeti szerkesztője – 1991-ig. Ezután a Színház című szaklap képszerkesztőjeként folytatta pályafutását. 1999-től szabadfoglalkozású fotográfus, emellett tanított a Színház- és Filmművészeti Egyetemen, valamint a Budapesti Metropolitan Egyetemen.
Számos szakmai szervezetben is tevékenykedik: 1966-ban lett a Magyar Fotóművészek Szövetsége tagja, 1977 és 1980 között az egyik legjelentősebb sajtófotó-kiállítás, a World Press Photo zsűrijének volt tagja, majd 1983-tól ennek nemzetközi tanácsadó testülete hívta meg tagjai sorába. 1982-ben az amerikai Eugene W. Smith Alapítvány tanácsadó testületének tagjává választották. Első magyarországi kiállítása 1974-ben nyílt a budapesti Műcsarnokban. Tizenhat országban volt egyéni kiállítása (pl. Helsinki, Párizs, Prága, Koppenhága, Amszterdam, München, Quito, New York). Képei a Nők Lapján kívül a National Geographic, a GEO Magazine, a Time és a Forbes magazinokban is megjelentek. Dolgozott az Állami Déryné Színháznak, a Pécsi Balettnek, a Bihari János táncegyüttesnek, a Magyar Állami Népi Együttesnek, a Honvéd Táncszínháznak és évekig Amszterdamban, az International Folkloristisch Danstheaternek. Fotóriporteri tevékenységén túl több fotográfiával kapcsolatos televíziós műsort készített (Fotózz velünk! 1965; Telefénykép, 1977; Fotográfia, 1982). 1999-ben a Magyar Művészeti Akadémia tagjává választották, a köztestületté válás után annak rendes tagja lett, majd a Fekete György MMA-elnök kapcsán kialakult hangulat miatt lemondott tagságáról. Az MMA 2023-ban a Nemzet Művésze címet viselő új (rendes) tagként ismét felvette soraiba.

## Fotográfiai munkássága

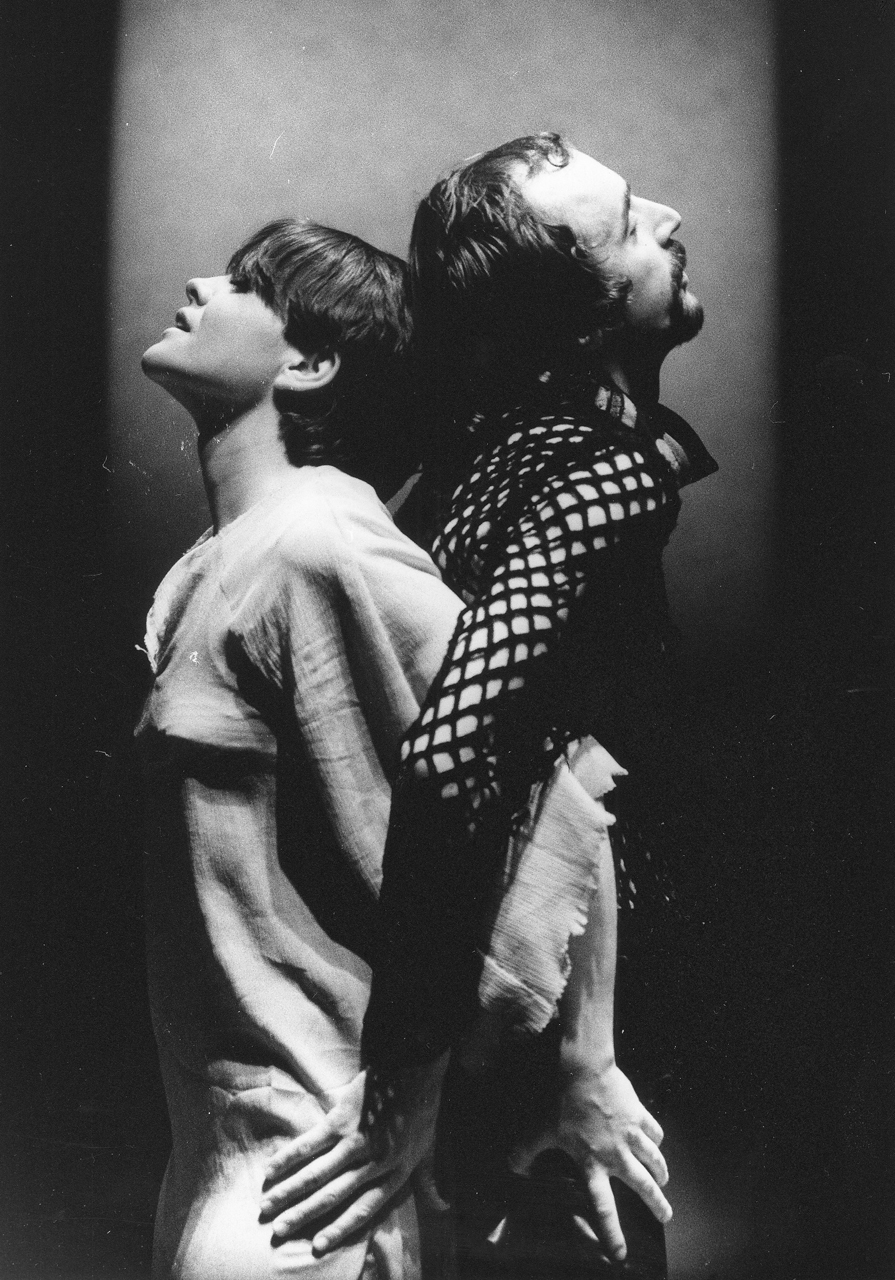
Szerelmem, Elektra
Jobba Gabi és Iglódi István

Munkásságára a dokumentarista fényképészet jellemző, a lefényképezett események dokumentálása, valósághű ábrázolása, valamint általános vonás, hogy többször visszatér témáinak helyszínére. Alkotásaira azok monokróm jellege volt jellemző, kiállításain 2010-ig csak fekete-fehér képeket állított ki, színes fotói lapokban és könyveiben láthatók.
Fotóriporteri munkája balett-társulatok és néptáncegyüttesek fényképezésével kezdődött, később a 25. Színház előadásainak megörökítésével folytatódott. 1961-ben ismerkedett meg Novák Ferenc koreográfussal, aki először vitte el egy erdélyi táncházba 1967-ben. Ekkor kezdett el a hagyományos paraszti kultúrával foglalkozni, munkája fő motívuma Erdély, Moldva és Magyarország eltűnő paraszti világa lett. Az innen hozott híradásaival lett ismert, többször tért vissza az általa meglátogatott falvakba. A Kádár-kori Magyarországon ezek az alkotások különlegességnek számítottak.
1978-ban kezdett el foglalkozni a vidékről Budapestre utazó és ott dolgozó ingázómunkások életével. Munkája során ismerkedett meg a tiszaeszlári Skarbit Andrással, aki Budapestre ingázott és ott dolgozott kubikos munkásként. Életét egy évtizedig, Skarbit nyugdíjba vonulásáig követte. Az ebben az időszakban készült fényképeit A vendégmunkás (1988) című albumában adta ki.
Az 1990-es években Korniss az addig általa nem használt, beállított képeket kezdte alkalmazni, amivel eltűnőben lévő pózokat, beállításokat hozott felszínre. Ebben az időszakban készült képein jól látszódik a hagyomány és a modernitás keveredése. 1999-ben ő lett az első fotóművész, akit Kossuth-díjjal tüntettek ki. 2008-ban jelent meg negyvenéves fotográfusi pályafutását összefoglaló Kötődés című albuma. 2012-ben a Várfok Galériában Folytatás címmel nyílt kiállítása, ettől kezdve a galéria képviseli munkásságát. 2017-ben a budapesti Magyar Nemzeti Galéria és a Várfok Galéria mutatta be műveit, amelyeket külföldi bemutatkozások követtek, olyan kiállítótereken mint a római Museo di Roma in Trastevere, a kolozsvári Szépművészeti Múzeum, a bukaresti Román Nemzeti Szépművészeti Múzeum, a szentpétervári Rosphoto Fotográfiai Múzeum és a moszkvai Klasszikus Fotográfia Galéria, valamint a párizsi Liszt Intézet, Magyar Kulturális Központ és a Galerie Keller közösen megrendezett tárlatán is kiállított.
2020-ban Korniss Péter az egész eddigi életművét átfogó archívumát a Szépművészeti Múzeumnak ajándékozta. A gyűjteményt Korniss Péter Archívum néven a múzeum tagintézményeként működő Közép-Európai Művészettörténeti Kutatóintézetben helyezték el. A 2023-ban a Várfok Galériában rendezte meg a Hosszú úton – Szék 1967-2022 című kiállítását, amely a Bookart Kiadó azonos címmel megjelentetett fotóalbumával alkot egységet.

## Megjelent albumai
- Levantei utazás (Csapó Györggyel, 1967)
- Elindultam világ útján (1975)
- Múlt idő (1979)
- Vörös Felhő földjén (1982)
- Ősi karavánutak földjén (1985)
- Amszterdam (1987)
- A vendégmunkás (1988)
- International Danstheater (1991)
- Magyarország Európa szívében (1996)
- Tiszta forrásból (Novák Ferenccel, 1997)
- Leltár. Erdélyi képek (1998)
- Balaton (2000)
- Jászság (2001)
- Fényes Magyarország (2004)
- Ki népei vagytok? (2006)
- Betlehemes (2006)
- Kötődés 1967–2008 (2008)
- Tiszta hangok. Bródy János dalai, Korniss Péter fotói, Zubornyák Zoltán naplója; Helikon, Bp., 2010 + CD
- „Adok néktek aranyvesszőt” (Kallós Zoltánnal, 2011)
- Egy sor cigány – huszonnégy mai magyar (Závada Pállal, 2011)
- Folytatás; Várfok Galéria, Bp., 2012 (Várfok füzetek)
- A Mezőségtől Moldváig. Kallós Zoltán útjai; riporter Ablonczy Bálint, fotók Korniss Péter; Helikon, Bp., 2013
- Kallós Zoltán világa; riporter Ablonczy Bálint, fotók Korniss Péter; Helikon, Bp., 2016
- Folyamatos emlékezet (2017)
- Hosszútáv; Várfok Galéria, Bp., 2018 (Várfok füzetek)
- Fotográfiák 1959–2017 (2020)
- Hosszú úton – Szék 1967–2022 (2023)

## Díjai, elismerései
- Balázs Béla-díj (1975)
- ENSZ-pályázat nagydíja (1976)
- Érdemes művész (1983)
- MSZOSZ-díj (1990)
- Csaba von Ferenczy-díj (1994)
- Magyar Művészetért díj (1995)
- Budapestért díj (1998)
- Berzsenyi-díj (1998)
- Kossuth-díj (1999)
- Joseph Pulitzer-emlékdíj (2004)
- Prima díj (2004)
- Hazám-díj (2005)
- Magyar Örökség díj (2010)
- Kölcsey-emlékplakett (2013)
- A Nemzet Művésze (2014)

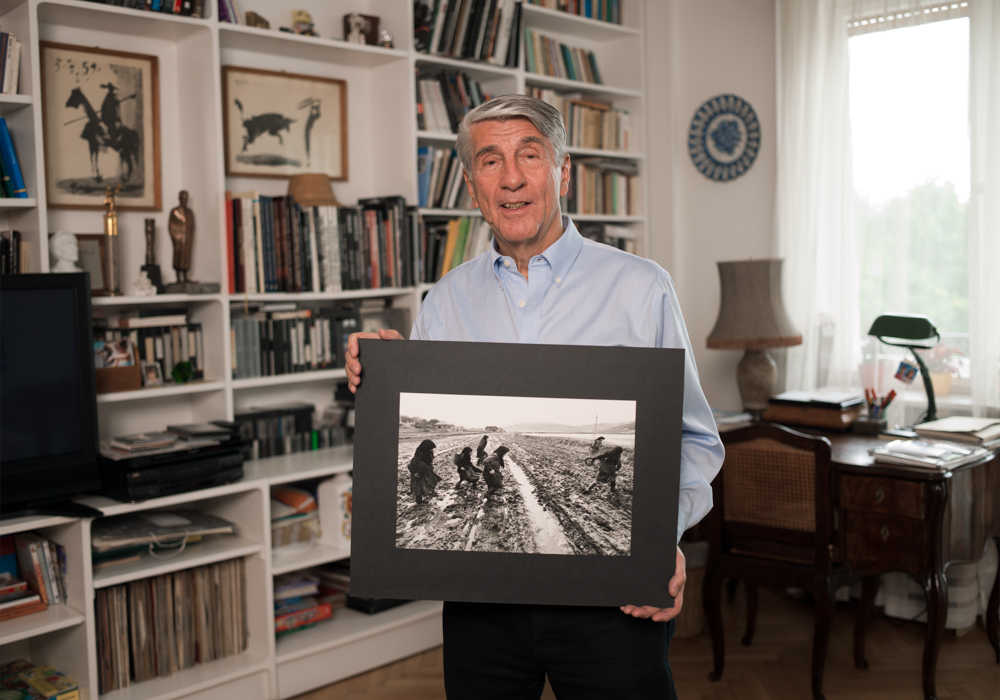
Urbán Ádám felvételén „Iskolába indulók.” (1973) című művével

- Czech Press Photo életműdíja (2014)
- Prima Primissima díj (2018)[4]
- Kriterion-koszorú (2020)[5]
- A Magyar Művészeti Akadémia életműdíja (2022)
- Budapest díszpolgára (2024)